# Provincia de Rewa
Rewa es una de las cuatro provincias de la División Central del archipiélago de Fiyi. En su territorio se encuentra la capital nacional Suva.

## Características
La provincia se encuentra en la isla de Viti Levu. Está dividida en dos distritos, que son Rewa y Suva, físicamente separados por la provincia de Naitasiri. Limita asimismo con las provincias de Namosi al occidente y de Tailevu al oriente. Su área es de 272 km², por lo que es la menor en extensión a nivel nacional. Su población es de 100.787 habitantes, según el censo de 2007, lo que la convierte en la tercera provincia más poblada del país. Su densidad es de 373,33 hab./km². 